# Croton mucronifolius
Espèce
Croton mucronifolius est une espèce de plantes à fleurs du genre Croton et de la famille des Euphorbiaceae présente au Brésil (Piauí).
Il a pour synonyme :
- Oxydectes mucronifolia, (Müll.Arg.) Kuntze